# Tribune libre
Cet article concerne le genre journalistique. Pour l'émission de service public en France, voir Expression directe.
Pour les articles homonymes, voir Tribune.

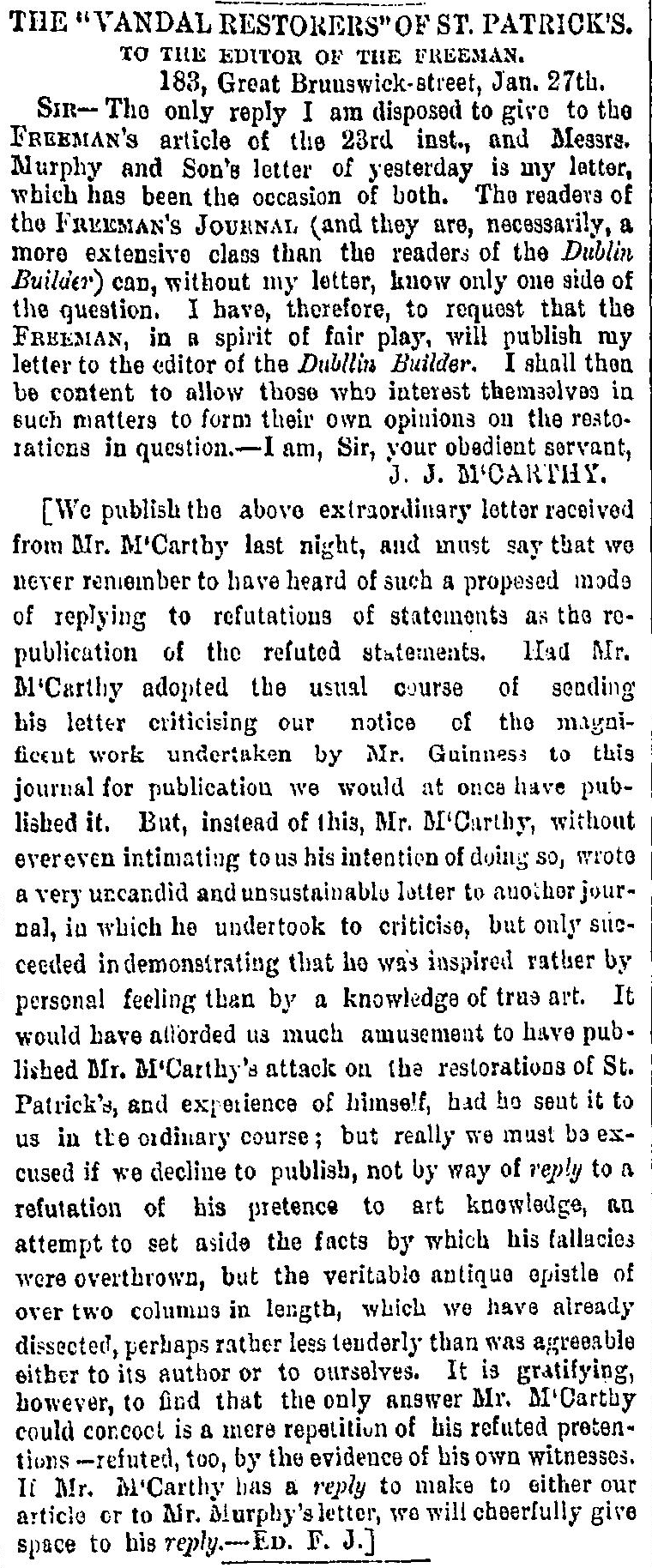
Lettre à l'éditeur de J. J. McCarthy, exigeant la publication de sa lettre au Dublin Builder qui a été commentée dans le Freeman's Journal, et sa réponse par l'éditeur, John Gray. Publié à la p. 3 du Freeman's Journal du 28 janvier 1863.

Une tribune libre, ou simplement tribune, est un genre journalistique de presse écrite d'expression libre et publique d'idées, d'avis, de critiques laissés à la responsabilité de leurs auteurs. Par extension, la tribune libre désigne aussi la rubrique ouverte au public dans un autre média (télévision, radio, internet, etc.). Ce mode de publication permet à une personne ou à un groupement qui n'appartient pas à l'équipe de rédaction d'exprimer publiquement ses idées.

## Origine
« Tribune » vient du latin tribuna (« siège élevé »). Dans l'Antiquité grecque et romaine, la tribuna était le lieu en haut duquel les orateurs haranguaient le peuple. À la fin du XVIIe siècle, le terme était employé pour « la chaire du prédicateur ». À la Révolution française (1789), il passe dans le vocabulaire politique et désigne « le lieu où l'on s'exprime par le discours ou l'écriture ». Au début du deuxième tiers du XIXe siècle, le sens recouvre celui de « débat politique ». L'expression « tribune libre », attestée en 1936, désigne, dans le langage journalistique, « une rubrique ouverte à des auteurs extérieurs au journal ».